# Oliveira do Bairro
Oliveira do Bairro is een gemeente in het Portugese district Aveiro.
De gemeente heeft een totale oppervlakte van 87 km2 en telde 21.164 inwoners in 2001.

## Plaatsen in de gemeente
- Bustos
- Mamarrosa
- Oiã
- Oliveira do Bairro
- Palhaça
- Troviscal